# イナハンザー
イナハンザーは、静岡県御殿場市および小山町のローカルヒーロー。

## 概要
一般社団法人御殿場青年会議所が作成。2017年ヒーローフェスティバル御殿場・小山でデビューした。モデルは、江戸時代に富士山の宝永の大噴火による窮状から地元を救った伊奈半左衛門である。

## 設定
甲冑をまとった姿をしており、「宝永丸」という刀を武器として持つ。敵はスコリアをモチーフとした「スコリア大王」である。

## 主題歌
『進めイナハンザー』
歌 - FullMooN。